# Alegrías de mediodía
Alegrías de Mediodía foi um programa de variedades mexicano produzido e transmitido pela emissora Canal de las Estrellas. Estreou no dia 17 de Fevereiro de 1980, sendo exibido até 1982. O programa foi o primeiro trabalho da atriz e cantora mexicana Lucero, então com 10 anos.

## Informações
O programa foi exibido pelo período da tarde e além de ser responsável por lançar Lucero no meio artístico, Alegrías de Mediodía também apresentou outros artistas mexicanos que posteriormente fariam sucesso entre o público infantil como Chuchito, Carlos Espejel, Usi Velasco, Ginny Hoffmann e Aleks Syntek.